# Speleoticus yinchangminae
Espèce
Synonymes
- Nesticus yaginumai Yin, 2012 nec Irie, 1987

Speleoticus yinchangminae est une espèce d'araignées aranéomorphes de la famille des Nesticidae.

## Distribution
Cette espèce est endémique du Hunan en Chine,.

## Étymologie
Cette espèce est nommée en l'honneur de Chang-min Yin.

## Publications originales
- Li, 2016 : Speleoticus yinchangminae, a name to replace Nesticus yaginumai (Araneae, Nesticidae). Acta Arachnologica Sinica, vol. 25, no 2, p. 75.
- Yin, Peng, Yan, Bao, Xu, Tang, Zhou & Liu, 2012 : Fauna Hunan: Araneae in Hunan, China. Hunan Science and Technology Press, Changsha, p. 1-1590.